# Jey Crisfar
Jey Crisfar (ur. 24 kwietnia 1988 r. w La Louvière) – belgijski aktor. Wystąpił w głównej, tytułowej roli w komediodramacie Otto, czyli niech żyją umarlaki (Otto; or Up with Dead People, 2008), wcielając się w postać homoseksualnego zombie.